# Fallschirmjägerkompanien B1 (Kommando)

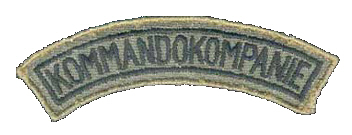
Ärmelabzeichen einer Kommandokompanie

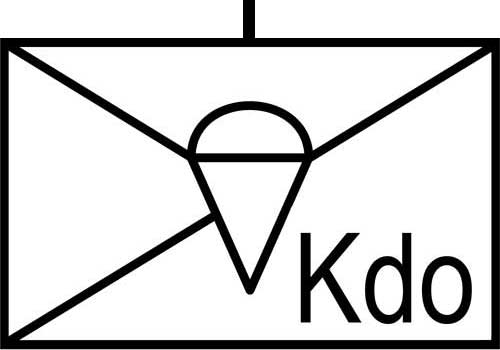
Taktisches Zeichen der Fallschirmjägerkompanien B1

Die Fallschirmjägerkompanien B1, auch als Kommandokompanien bezeichnet, waren die Anfang der 1990er Jahre aufgestellten Kommandokomponenten bzw. Spezialeinheiten der deutschen Bundeswehr und gleichzeitig der Vorgänger des heutigen Kommando Spezialkräfte (KSK).

## Geschichte
In den Jahren 1989/1990 wurde deutlich, dass ein Umdenken in Richtung militärische Spezialeinsätze der Bundeswehr nötig war und die Entwicklung eines Konzeptes zur Aufstellung deutscher Spezialkräfte erfolgen musste, denn bereits zuvor war Deutschland bei ähnlichen Einsätzen auf die Hilfe befreundeter Staaten angewiesen. Daraufhin wurde in der Bundeswehr mit der Konzeption und der darauf folgenden Aufstellung je einer Kommandokompanie in den drei Luftlandebrigaden 25 „Schwarzwald“, 26 „Saarland“, 27 „Lippstadt“ begonnen. Die Kompanien wurden gemäß einer vorgezogenen Organisationsmaßnahme der Heeresstruktur 5 („modifizierte“ Heeresstruktur 4) in den Fallschirmjägerbataillonen des „Typs 2“ aufgestellt. Dort wurden die 5. schweren Fallschirmjägerkompanien bzw. die 5. Luftlandepanzerabwehrkompanien in eine Fallschirmjägerkompanie B1 (Kommando) umgegliedert.
Im Jahr 1992 wurde von jedem der drei deutschen Heereskorps eine Fallschirmjägerkompanie B1 (Kommando) für spezielle Verwendungen in dessen Einsatzbereich einsatzbereit vorgehalten. Die Kommandokompanien unterstanden zunächst den drei Korps als Korpstruppen und wurden später als Brigadeeinheit von der jeweiligen Luftlandebrigade geführt. Das Aufgabenfeld entsprach dem vergleichbarer internationaler Spezialeinheiten.
Ab Januar und bis ins Frühjahr 1996 wurden die Kommandokompanien infolge der Umstrukturierung der Bundeswehr aufgelöst und aus ihren Teilen sowie den Fernspähkompanien das Kommando Spezialkräfte (KSK) gebildet, welches seit dem 1. April 1996, gleichzeitig mit der Außerdienststellung der LLBrig 25 „Schwarzwald“, in deren ehemaligem Standort in Calw aufgebaut und am 20. September desselben Jahres dann offiziell in Dienst gestellt wurde.
Für die Operation Libelle, eine deutsche Evakuierungsoperation in Albanien Ende März 1997, standen jedoch noch keine ausreichenden Kräfte des KSK zur Verfügung, sodass diese noch von Angehörigen der Luftlandebrigade 26 und Unterstützungskräften des SFOR-Kontingents aus dem deutschen Feldlager Rajlovac unter Führung von Oberst Henning Glawatz ausgeführt werden musste.

## Einheiten und Standorte
Die drei Kommandokompanien waren an Standorten in der gesamten Bundesrepublik verteilt:
- Die 5. Kompanie des Fallschirmjägerbataillons 252 in Nagold war der Luftlandebrigade 25 unterstellt.
- Das in Lebach ansässige Fallschirmjägerbataillon 261 bildete mit seiner 5. Kompanie die Kommandokomponente der Luftlandebrigade 26.
- Der Luftlandebrigade 27 war die 5. Kompanie des Fallschirmjägerbataillons 271 in Iserlohn zugehörig. Nach deren Auflösung 1993 war die 5. Kompanie des Fallschirmjägerbataillons 313 in Varel als Teil der Luftlandebrigade 31 zuständig.

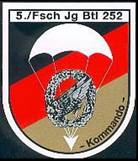
Internes Verbandsabzeichen der Kommandokompanie des Fallschirmjägerbataillons 252
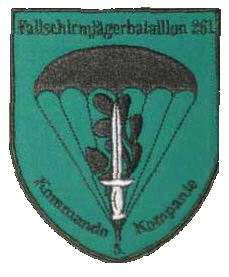
Internes Verbandsabzeichen der Kommandokompanie des Fallschirmjägerbataillons 261
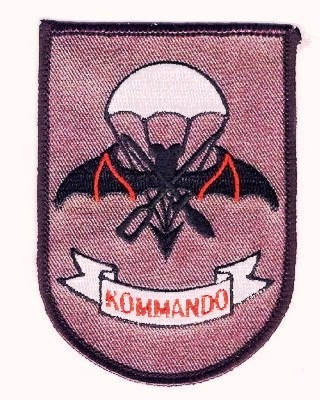
Internes Verbandsabzeichen der Kommandokompanie des Fallschirmjägerbataillons 271
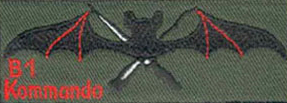
Internes Verbandsabzeichen der Kommandokompanie des Fallschirmjägerbataillons 313

## Auftrag
Der Auftrag Die Fallschirmjägerkompanie B1 kämpft mit den Kommandos einzeln oder zu mehreren zusammengefasst auf sich gestellt im gesamten Verantwortungs- und Interessengebiet eines Korps und führt Kommandounternehmen gegen Ziele von operativer Bedeutung bedeutete im Einzelnen:
- Direkte Kampfeinsätze. Durchführung von auf sich gestellten Kommandounternehmen im feindlichen Hinterland, dabei Eliminierung von Zielen mit operativer Bedeutung, das Ausschalten von feindlichen Gefechtsständen, Fernmelde- und Versorgungseinrichtungen
- Sabotage an Brücken und anderen Nachschubwegen
- Fernaufklärung
- Zerstören von Flugabwehranlagen und Waffensystemen mit Flächenwirkung

Nach weiterführenden Ausbildungen der Soldaten in enger Zusammenarbeit mit amerikanischen und britischen Spezialkräften sowie mit der GSG 9 des damaligen Bundesgrenzschutzes, ergab sich folgende Erweiterung des Aufgabenprofils für die Kommandokompanien:
- Evakuierung und Abtransport deutscher Staatsbürger aus dem Ausland
- Terrorismusbekämpfung
- Geiselbefreiung
- Krisen- und Konfliktmanagement

## Rekrutierung und Ausbildung
Die Fallschirmjägerkompanien B1 (Kommando) erhielten das gewünschte Potential aus den Reihen der Zeitsoldaten der jeweiligen Fallschirmjägerbataillone, durch eine Selektion in der Allgemeinen und Spezialgrundausbildung (AGA/SGA). Die Selektion und Ausbildung wurde durch die Kommandokompanien selbst durchgeführt und war wesentlich härter und fordernder als die vergleichbare Ausbildung in Kompanien der Fallschirmjägertruppe, wodurch sich die gewünschte Auswahl an durchhaltewilligen und charakterstarken Soldaten und somit ein hoher Professionalisierungsgrad dieser Einheiten ergab.
Jeder Soldat der Kommandokompanien erhielt nach der Spezialgrundausbildung eine Grundausbildung im Kommandokampf (damals Jagdkampf). Im Anschluss daran waren verpflichtend verschiedene Verwendungslehrgänge zu belegen. Für die Mannschaftsdienstgrade wurden Genehmigungen erwirkt, um an Lehrgängen teilzunehmen, die nur höheren Dienstgradgruppen vorbehalten waren. Folgende Ausbildungen waren von den Kommandosoldaten mindestens zu absolvieren:
- erweiterte Sanitäts- und Funkausbildung
- Lehrgänge für automatischen und Freifall-Sprung
- Einzelkämpferlehrgang Teil I und II an der Luftlande- und Lufttransportschule in Altenstadt
- Combat Survival Course sowie Combat Medical Course an der damaligen Internationalen Fernspähschule in Weingarten, sowie äquivalente Lehrgänge bei ausländischen Streitkräften, wie zum Beispiel das SERE-Training der US-Streitkräfte
- Scharfschützenausbildung
- Waffenausbildung an in- und ausländischen Waffen
- Winterkampf und Kampf in schwierigem Gelände an der Gebirgs- und Winterkampfschule
- Häuserkampf und Schießlehrgänge bei den U.S. Special Forces in Fort Bragg sowie Fort Benning, dem britischen Special Air Service (SAS) in Hereford und der deutschen Grenzschutzgruppe 9 (GSG 9) der Bundespolizei

Außerhalb der Lehrgänge und Ausbildungen befanden sich die Kommandosoldaten in ihren Stammtruppenteil in der Vertiefungsausbildung. Die hohen Ausbildungsanforderungen versetzten bereits jeden Mannschaftsdienstgrad in die Lage, beispielsweise die Planung für einen Handstreich und Hinterhalt zu erarbeiten, eigenständig durchzuführen und auch das jeweilige Kommando zu führen. Neben den regulären Ausbildungen erhielten die Kommandosoldaten Sonderausbildungen, für die es in der damaligen Zeit noch keine Dienstvorschriften gab. Dazu gehörten beispielsweise regelmäßige Freiwasserausbildungen im Bodensee, Schaffung von Zugängen und das Eindringen in Gebäude mittels verschiedener Abseiltechniken vom Dach oder aus Hubschraubern. Bei diesen Ausbildungen wurde unter anderem auf die Erfahrung und die Unterstützung des 1st Battalion der 10th Special Forces Group (Airborne) in Böblingen zurückgegriffen.
Für die Teileinheits- bzw. Kommandoführer wurde in der V. Inspektion der Luftlande- und Lufttransportschule in Altenstadt 1990 der Lehrgang „Führer im Fallschirmjägerspezialeinsatz“ eingeführt.
Die Kommandokompanien nahmen neben ihren Ausbildungen an zahlreichen Übungen in nationalem und internationalem Rahmen teil, wie beispielsweise den seit 1962 in Frankreich und Deutschland regelmäßig im zweijährigen Wechsel stattfindenden „Colibri“ - Luftlandeübungen. Als erste deutsche Kommandoeinheit verlegte 1993 die 5./261 aus Lebach, für gemeinsame Übungen im Übungs- und Ausbildungszentrum Joint Readiness Training Center (JRTC) mit Fallschirmjägern der 82nd Airborne Division und Angehörigen des 1st Special Forces Command (Airborne) nach Fort Bragg und anschließend nach Fort Chaffee. Im Gegenzug verlegten kurze Zeit später Luftlandepioniere des 1. BCT Special Troops Bataillon der 1. Brigade der 82. US-Luftlandedivision für sechs Wochen in die Lebacher Kaserne, um mit Teilen des Fallschirmjägerbataillons 261 zu üben und bei einem gemeinsamen Sprungdienst das deutsche Fallschirmspringerabzeichen zu erwerben.

## Organisation
Die Fallschirmjägerkompanien B1 (Kommando) unterschieden sich in ihrer Gliederung wesentlich von den anderen Einheiten. Neben der Kompanieführung und der KFZ-Mat-Gruppe gab es in den etwa 100 Mann starken Kompanien keine Züge als Teileinheiten im herkömmlichen Sinne, sondern sogenannte Kommandos zu je acht Mann, die durch einen Kommandoführer geführt wurden. Außer der Kompanieführung und den Kommandoführern bestanden die Kommandokompanien vollständig aus Soldaten im Mannschaftsdienstgrad. Das hatte zur Folge, dass mangels Planstellen in der Dienstgradgruppe der Unteroffiziere die Kommandosoldaten sich für maximal bis zu 12 Jahre verpflichten, aber innerhalb der Kommandokompanien nicht als Berufssoldat übernommen werden konnten.
Die Kommandos wurden durch Buchstaben des NATO-Alphabets unterschieden. Jedes der Kommandos war, neben den Mindestfähigkeiten die jeder Kommandosoldat in seiner Ausbildung erworben hat, zusätzlich auf Einsatz- oder Verbringungsart spezialisiert.
- „Alpha“ HALO/HAHO Freifall
- „Bravo“ Aufklärer und Scharfschützen, später Personenschutz
- „Charlie“ Gebirgskampf
- „Delta“ HALO/HAHO Freifall
- „Echo“ Aufklärer und Scharfschützen
- „Foxtrott“ amphibische Kriegsführung

## Ausrüstung
Zur Bewaffnung zählte die damalige Standardbewaffnung der Bundeswehr:
- Pistole P1 oder P8
- Maschinenpistole MP2A1 (mit klappbarer Metall-Schulterstütze)
- Gewehr G3A4 (mit einschiebbarer Schulterstütze)
- Scharfschützengewehr G3A3ZF (später auch das G22)
- Maschinengewehr MG3
- Granatpistole GP 40 mm

Darüber hinaus stand folgende Sonderbewaffnung zur Verfügung:
- Maschinenpistolen MP5A3, MP5SD3, MP5K, HK 53
- Scharfschützengewehre PSG1, MSG90 und Remington M24
- Maschinengewehr HK 21 (G8)
- Schrotflinten Mossberg 590 und Remington 870

Neben Bundeswehr- und NATO-Waffen wurden Fremdwaffen aus Staaten des Warschauer Pakts wie z. B. AK-47 und AK-74, Wieger STG 940, Dragunow-Scharfschützengewehr, Skorpion, Makarow und deren Versionen beschafft.
Darüber hinaus wurden zahlreiche neue und modifizierte Ausrüstungsgegenstände, unter anderem die heute übliche Flecktarnbekleidung, im Truppenversuch erprobt. Die Soldaten der Kommandokompanien hatten einen sehr großen Spielraum bei der Selbstbeschaffung und Nutzung einsatzgeeigneter Ausrüstungsschichten wie Rucksäcke und verschiedenes einsatzspezifisches Schuhwerk, aber auch bei Waffen und Munition oder Tragesystemen wie beispielsweise die Kampfweste der ehemaligen Fallschirmjäger der NVA des Luftsturmregiment 40, die samt Ausrüstung in Sekunden an- oder abgelegt werden konnte. Die damalige Heeresdienstvorschrift (H. Dv.) 416/721 „Schießen und Sprengen Spezialkräfte“ wurde im Wesentlichen bis 1996 durch die Kommandosoldaten der Fallschirmjägerkompanien B1 erarbeitet.

## Einsätze (soweit bekannt)
Die Einsätze der Kommandokompanien unterlagen der Geheimhaltung, um die Auftragserfüllung nicht zu gefährden. Bekannt geworden sind folgende Einsätze:
- 12. Mai 1993, Beledweyne/Somalia:

Teile der Kommandokompanie 5./261 aus Lebach erreichen von Dschibuti kommend am 15. Mai 1993 um 09:55 Uhr Ortszeit den außerhalb Beledweyne gelegenen Feldflugplatz und sichern, das aus insgesamt 21 Personen bestehende Vorauskommando von Soldaten unter der Führung des damaligen Generalmajors Georg Bernhardt sowie Mitarbeitern des Auswärtigen Amtes, zur Erkundung der Einsatzbedingungen für die Bundeswehr. Am 20. Mai 1993 und Anfang Juni 1993 werden weitere Kräfte der Kompanie als Sicherungskräfte dorthin verlegt.
- Mai bis Juni 1993:

Die Kommandokompanie 5./261 aus Lebach führt die Ausbildung der Hauptkräfte für den Deutschen Unterstützungsverband Somalia auf dem bataillonseigenen Standortübungsplatz Höll durch.
- Juni 1993 bis Dezember 1993, Beledweyne/Somalia:

Teile der Kommandokompanie 5./261 aus Lebach verstärken die 3./261 und stellen zusammen die 2. Sicherungskompanie des 1. Kontingents des Deutschen Unterstützungsverbands Somalia
- Frühjahr 1994, Mogadischu/Somalia:

Bis zum 23. März des Jahres wird nach dem Scheitern der UNOSOM II-Mission bzw. dem Wegfallen der Voraussetzungen für das Operieren des deutschen Truppenkontingentes unter Sicherung durch eigene Kräfte der Fallschirmjägerkommandos aus der Friedensmission herausgelöst und kurzfristig von einem Verband aus Kriegs- und Versorgungsschiffen über See aus dem unsicheren Hafen Mogadischu in den sicheren Hafen Mombasa im benachbarten Kenia transportiert und von dort aus dann nach Deutschland geflogen.
- April 1994, Kigali / Ruanda:

Als nach dem Abschuss des Präsidentenflugzeugs in Ruanda am 6. April 1994 elf deutsche Mitarbeiter der Deutschen Welle in ihrer Rundfunkstation nahe der vom Bürgerkrieg erfassten ruandischen Hauptstadt von Rebellen eingeschlossen wurden und das Land nicht mehr verlassen konnten, wurde ein Einsatz von deutschen Kommandos im Rahmen einer Evakuierungsoperation (EvakOp) vorbereitet. Die Kommandokompanien in Lebach und Varel sowie die 3. Kompanie des Fallschirmjägerbataillons 261 waren alarmiert und einsatzbereit. Die politische Ebene gab aufgrund von politischen Bedenken und vermeintlich unklarer juristischer Lage kein grünes Licht für das Eingreifen einer deutschen Truppe. Die Bundesregierung brauchte mehr als eine Woche zur Entscheidungsfindung, bis sich zunächst US-amerikanische Marineinfanteristen zur Rettung ankündigten, dann aber nach zehn Tagen am 16. April belgische Fallschirmjäger die Deutschen in Sicherheit brachten.
- Juli bis Dezember 1995, Seget Donji/Kroatien:

Teile der Kommandokompanie 5./252 aus Nagold werden für die Sicherung der deutschen Truppen im Feldlazarett im Rahmen des UN-Einsatzes eingesetzt.